# Podolica
La podolica è una razza bovina caratterizzata da un mantello di colore grigio, con tendenza al grigio scuro sul collo, sulla coscia, sull'orlatura dell'occhio e dell'orecchio nel maschio, mentre nella femmina è più chiaro, fino al bianco. I maschi presentano corna a mezza luna, mentre nella femmina hanno forma di lira. Il bovino podolico in Italia è allevato in prevalenza nelle aree interne meridionali (Abruzzo, Basilicata, Calabria, Campania, Molise e Puglia). La razza viene allevata per la produzione di carne e per il latte, utilizzato nella realizzazione di formaggi. In passato, la razza era utilizzata anche per fornire animali da tiro.

## Storia della razza
L'antica razza Podolica nel nome fa riferimento alla presunta regione di origine, la regione oggi conosciuta come Podolia (attualmente in territorio ucraino e precedentemente parte della Rus' di Kiev, Principato di Galizia-Volinia, Confederazione polacco-lituana, Impero russo, Repubblica Socialista Sovietica Ucraina), da cui proviene la sua importazione: quest'ultima sembra sia stata opera degli Unni nel 452 d.C. o più anticamente dai Romani,che l'avrebbero importata anche a Creta. Secondo altre ipotesi sarebbe stata introdotta in Italia dai Longobardi.
Altre fonti, invece, ritengono sia un bovino da sempre originario della penisola italica.
La razza, per quanto non minacciata di estinzione, ha subito un consistente declino, dovuto alla meccanizzazione dell'agricoltura che ha reso obsoleto l'uso da tiro, e all'urbanizzazione e all'esodo dalle aree rurali/montane. Da una consistenza stimata in 630.000 esemplari dall'Atlante Etnografico delle popolazioni bovine allevate in Italia del 1983, la popolazione di podolica ha conosciuto, secondo dati FAO del 2002, una diminuzione pari all'80%.

## Adattamento e diffusione
Di fatto, costituisce il risultato di un processo millenario di adattamento agli ambienti delle aree meridionali del Paese, ai suoi boschi, alle sue macchie.
La consistenza dei capi in quest'area del mediterraneo è di circa 130.000 capi, presenti, in particolare, in Abruzzo, Basilicata, Calabria, Campania, e Puglia.
Nei tempi più recenti è usanza comune degli allevatori, introdurre nelle mandrie tori di razza Charolaise o Limousine per migliorare la produzione dei vitelli. Da questi incroci si ottengono vitelli pesanti, dall'accrescimento molto più rapido, migliori tagli della carne e facilità di vendita sul mercato. Gli incroci con razze da carne estera rappresentano una valida strategia economica dettata dalle esigenze di reddito degli allevatori ma questa pratica è estremamente negativa, in quanto è in contrasto con tutto il lavoro di selezione della razza Podolica che ha vissuto periodi di minaccia di estinzione. Oggi sono presenti degli aiuti economici promossi da parte di associazioni di allevatori che promuovono l'avanzata della figura degli allevatori custodi che con la loro attività di allevamento contribuiscono a conservare la razza. Le sottomisure applicate prevedono un contributo annuo di 200 € a capo, purché gli allevatori mantengano attivo lo stesso numero di animali allevati non appena le aziende pattuiscono queste azioni di tutela salvaguardia.

## Allevamento

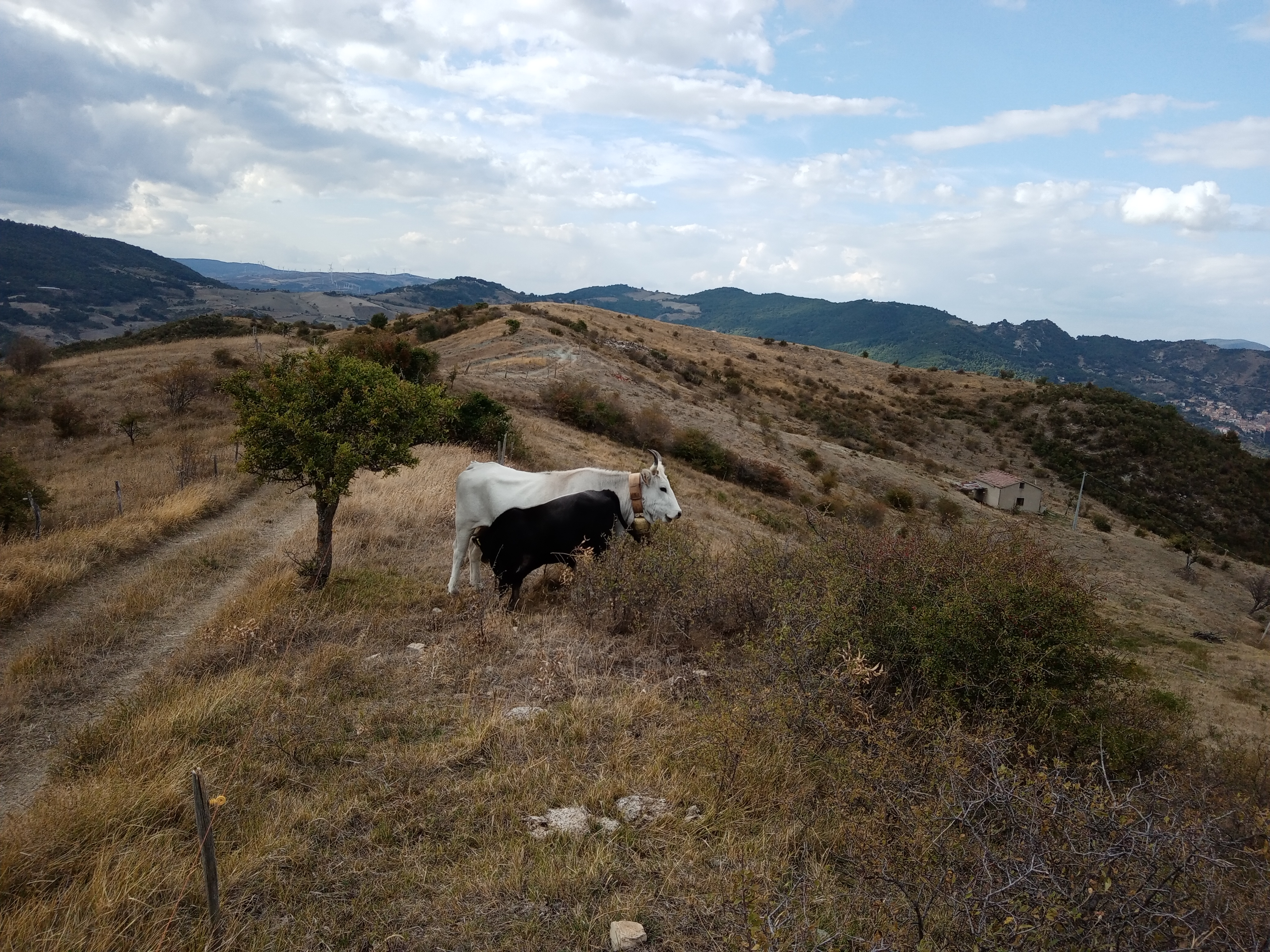
Vacca podolica con vitello, a Pietrapertosa

La razza viene allevata per la produzione di carne e per il latte, e per la resistenza al freddo perché è una razza che sta sempre allo stato brado, da quando nasce fino alla sua morte. Viene pascolata durante inverno nei boschi a bassa quota e il resto dell'anno nelle montagne da 800 metri a salire. La transumanza dei bovini, fa spostare gli esemplari da un luogo ad un altro. Ad ogni bovino viene attribuito un nome e viene appesa al collo una campana per indicarne la presenza anche a distanza.
La vacca podolica è stata inclusa tra le razze da carne. L'interesse del bovino podolico è andato man mano crescendo sino alla creazione del libro genealogico. Nel 1988 ci fu la prima Mostra nazionale del bovino iscritto al libro genealogico della razza podolica e nel 1996 è stato inaugurato il Centro genetico della Podolica dell'Associazione Nazionale Allevatori Bovini da Carne, (ANABIC) a Laurenzana (Potenza). Il centro ha migliorato la genetica della razza fino a iscrivere quasi più di 500 torelli per la riproduzione di capi per la genetica. I capi in Italia sono circa 130.000.

## Caratteristiche principali

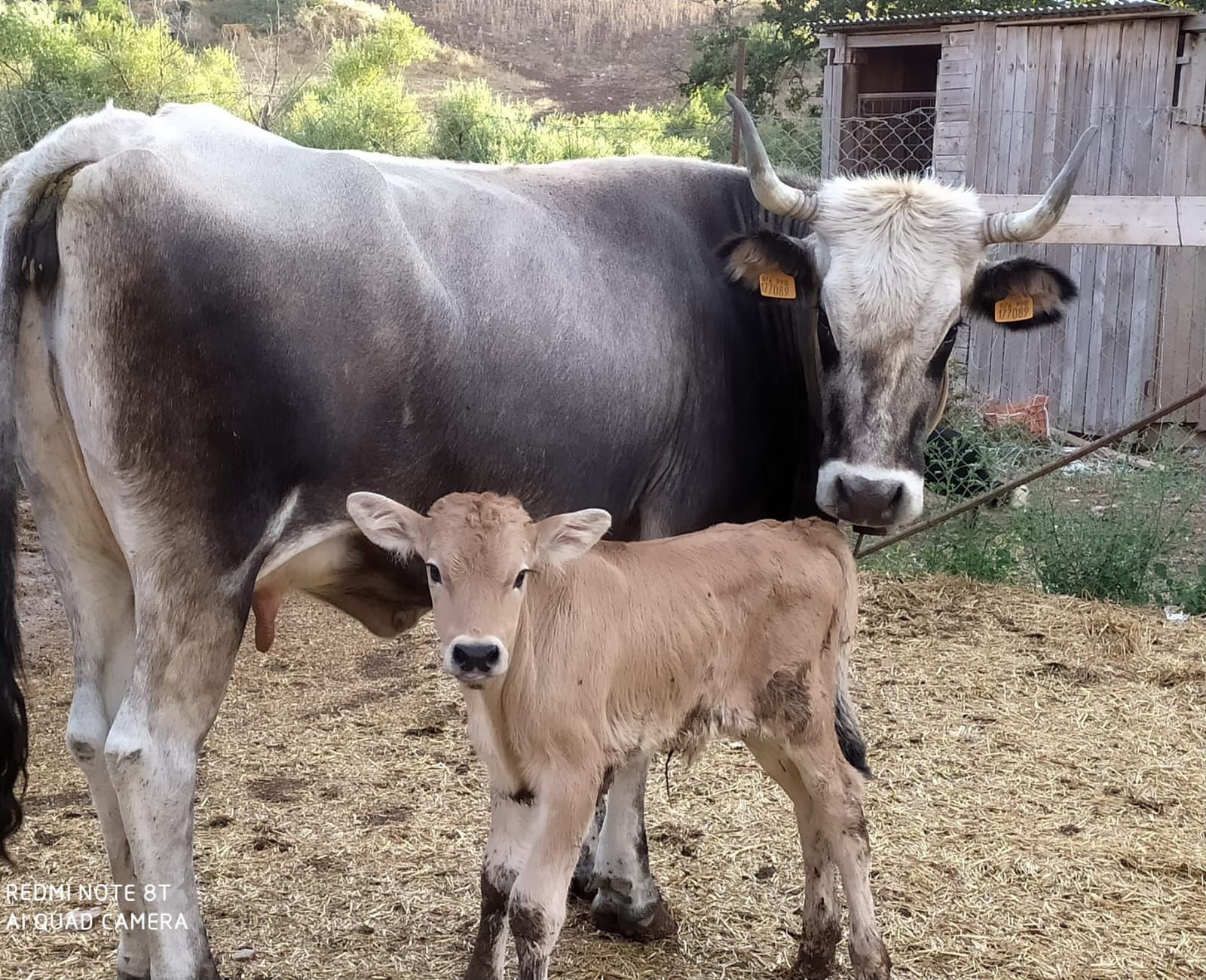
Vacca Podolica con vitello a Cancellara

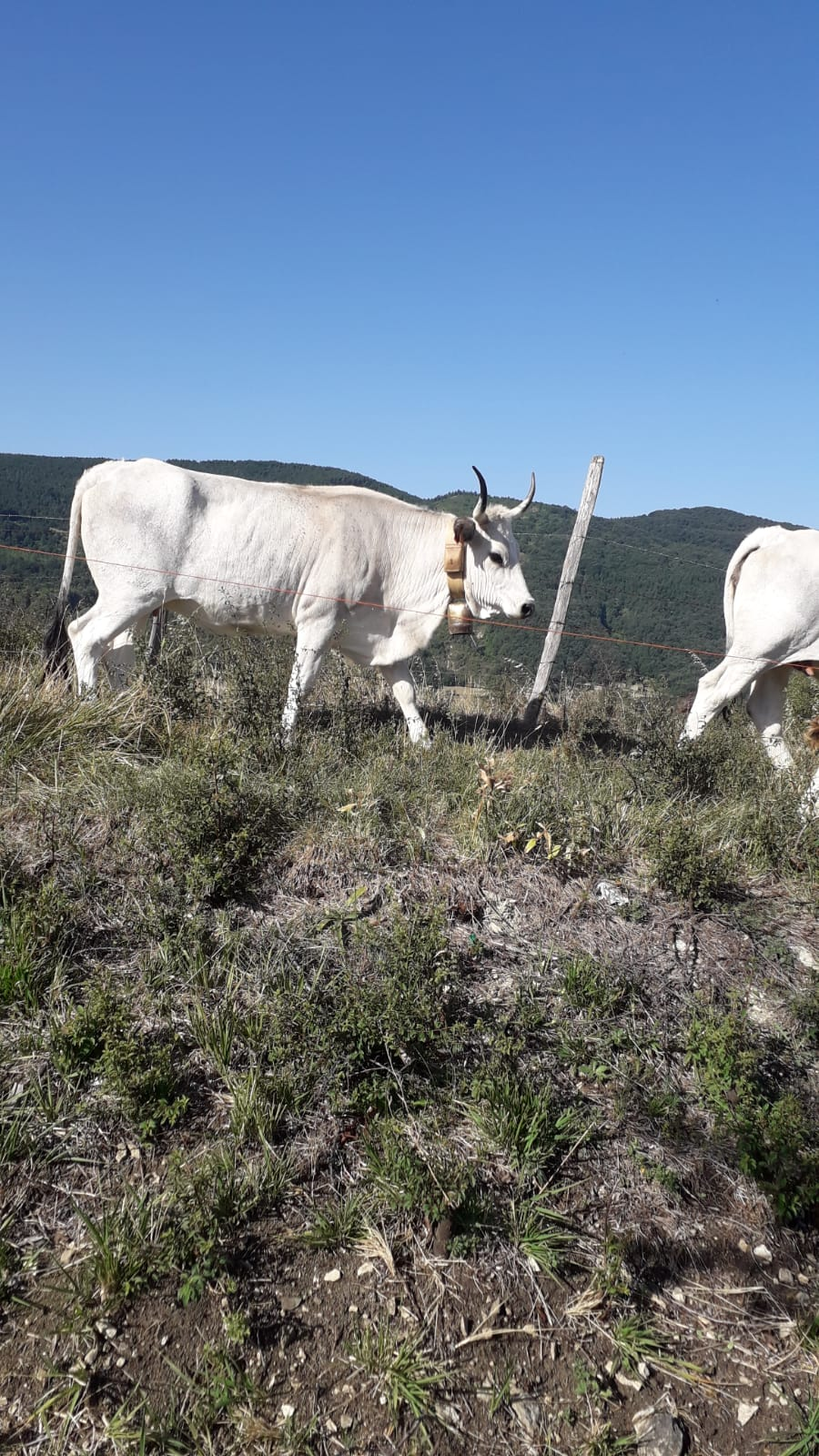

Le caratteristiche principali della razza sono il forte adattamento ad ambienti difficili e la capacità di sfruttare, attraverso l'allevamento allo stato brado, quelle risorse alimentari che, altrimenti, a causa della loro collocazione in terreni difficili di aree interne, non potrebbero trovare altra utilizzazione.
Le caratteristiche somatiche sono strettamente correlate dal sesso, per cui sono presenti dei dimorfismi sessuali che permettono di distinguere i soggetti. I maschi presentano una stella conica, con corna a mezza luna, tipicamente nera in ogni punto con sfumature di grigio sulla nuca, collo pronunciato e groppa rettilinea. Nei maschi, il mantello può essere completamente nero, grigio, bianco sfumato e le sfumature sono molto più accentuate rispetto alle femmine. Le femmine presentano le corna a forma di lira che con il passare del tempo tendono ad attorcigliarsi sulla punta. Presentano colorazioni del mantello simili a quelle dei maschi ma meno accentuate. Una podolica in purezza è facilmente riconoscibile dalla colorazione esclusivamente nera di musello, ano e vulva. 

## Produzione alimentare

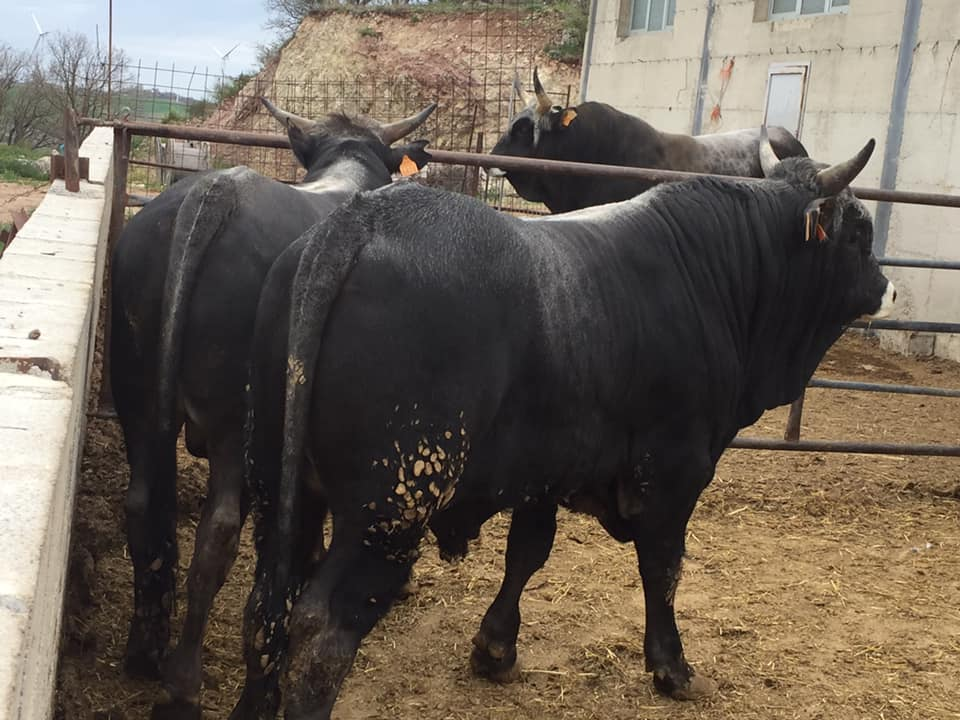
Vitelli podolici a Cancellara

La quantità di latte prodotto in brevi periodi dell'anno è di circa 15 kg al giorno con un tenore di grasso del 4,50% e proteine del 3,60%.
Il latte viene trasformato in formaggi a pasta filata molto pregiati (come il Caciocavallo podolico) poiché conferisce al prodotto qualità organolettiche di particolare gradimento da parte del consumatore. La carne è di buona qualità, presenta una sapidità tipica di questa razza ed un grasso giallognolo che conferisce ai tagli una scioglievolezza particolare ed aromatica dovuta alle essenze contenute nei foraggi con cui vengono alimentati i vitelli all'ingrasso. Il grasso di marezzatura è sporadico.

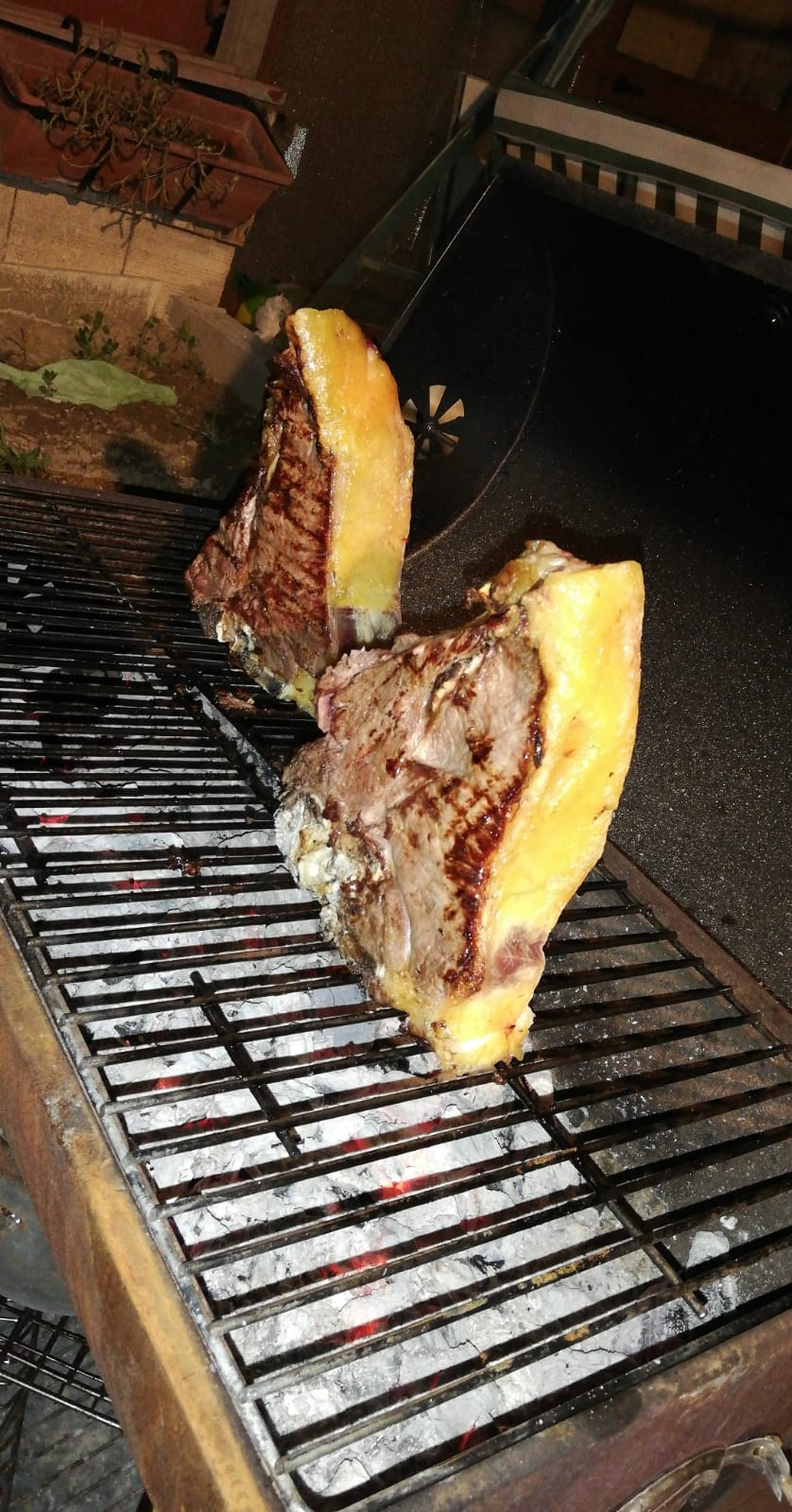
Bistecche di Podolica alla stato brado

La carne podolica è una carne ottenuta da capi bovini che trascorrono il 100% della loro vita in pascoli, quindi mangiano quel che trovano in natura. Alcuni allevamenti usano il sistema di allevamento da ingrasso e i vitelli compiuto il mese di età vengono spostati dallo stato brado allo stato semibrado, sono nutriti con farinacci e paglia/foraggio fino al raggiungimento del peso di 5 quintali poi vengono macellati. La carne Podolica insieme alla Maremmana, Marchigiana, Romagnola e Chianina sono entrati a far parte del CCBI (Consorzio Produttori Carne Bovina Pregiata delle Razze Italiane). La carne podolica contiene CLA ed ha effetti benefici sulla salute umana. Essa, se allevata allo stato brado, presenta un grasso giallognolo tipico di un animale che si nutre con prodotti naturali.
La carne di Podolica allevata allo stato semibrado si presenta invece con un grasso bianco tendente al giallo. La qualità della carne si caratterizza anche perché i vitelli al momento della macellazione sono di un'età compresa tra i 12/24 mesi di età.